# Volná sobota v Polsku
Volná sobota byla v Polsku zaváděna na základě dekretu Státní rady z let 1972 a 1973. Předtím platil šestidenní pracovní týden. Zpočátku byla volná sobota dvakrát ročně (1973), posléze 6 dní v roce (1974). Počínaje rokem 1975 jich bylo 12 ročně a později 2 až 3 měsíčně. První volnou sobotou byl 21. červenec 1973 těsně před tehdejším polským státním svátkem „Obnovení Polska“ (význam a kontext zhruba takový jako československý Vítězný únor). Zavádění volných sobot začalo později a postupovalo pomaleji než v Československu.
Na začátku roku 1981 začalo fungovat pravidlo, že byla volná každá druhá sobota. Nebyly tím dodrženy dohody uzavřené mezi vládou a stávkujícími dělníky 31. srpna v Gdaňsku a 3. září 1980 v Jastrzębiu, které zaručovaly soboty všechny volné. Další dohoda z 30. ledna 1981 hovořila o tom, že tři soboty v měsíci měly být volné. Od 1. května 2001 byl v Polsku oficiálně zaveden pětidenní pracovní týden, volná je neděle a jeden vybraný den v týdnu, kterým je zpravidla sobota.